# Вуоттойоки
Вуоттойоки, в верхнем течении Редавоя, — река в России, протекает по Суоярвскому району Карелии.

## Общие сведения
Река берёт начало из ламбины без названия.
Протекает через озёра Уля-Ретаярви, Ретаярви, Юля-Вуоттоярви, Вуоттоярви. Длина реки составляет 34 км, площадь водосборного бассейна — 184 км².
Впадает на высоте 166,4 м над уровнем моря в озеро Роуккенъярви.
Протекает вдали от населённых пунктов вблизи государственной границы.

## Данные водного реестра
По данным государственного водного реестра России относится к Балтийскому бассейновому округу, водохозяйственный участок реки — Реки Карелии бассейна Балтийского моря на границе РФ с Финляндией, включая оз. Лексозеро. Относится к речному бассейну реки Реки Карелии бассейна Балтийского моря.
Код объекта в государственном водном реестре — 01050000112102000010464.